# CAF Champions League 2009
De CAF Champions League 2009 was de dertiende editie van de Afrikaanse versie van de UEFA Champions League.

## Voorronde
- De heenduels worden gespeeld op 31 januari en 1 februari 2009
- De returns worden gespeeld tussen 13-15 februari 2009

| Team 1                              | Tot. | Team 2                            | 1e wedstr. | 2e wedstr. |
| ----------------------------------- | ---- | --------------------------------- | ---------- | ---------- |
| Clube Desportivo Primeiro de Agosto | 7–3  | CARA Brazzaville                  | 5–2        | 2–1        |
| Canon Yaoundé                       | 2–1  | AS Inter Star                     | 1–1        | 1–0        |
| AS Douanes                          | 4–1  | Ports Authority                   | 3–1        | 1–0        |
| Kano Pillars F.C.                   | 2–0  | Elect Sport N'Djamena             | 2–0        | 0–0        |
| Club Africain                       | w/o  | Sporting Clube de Bafatá          | -----      | -----      |
| Djoliba AC                          | 4–1  | Casa Sport                        | 4–0        | 0–1        |
| Ferroviário Maputo                  | 2–3  | Kampala City Council              | 2–1        | 0–2        |
| Supersport United FC                | 8–2  | Curepipe Starlight                | 3–0        | 5–2        |
| Heartland F.C.                      | 10–1 | Monrovia Black Star Football Club | 4–0        | 6–1        |
| FAR Rabat                           | 6–2  | Sporting Clube da Praia           | 6–1        | 0–1        |
| Atlético Petróleos Luanda           | 6–0  | Royal Leopards                    | 3–0        | 3–0        |
| Etoile Filante Ouagadougou          | 4–3  | Heart of Lions                    | 2–0        | 2–3        |
| Al Ahly Tripoli                     | 7–2  | AS Police                         | 6–0        | 1–2        |
| Ittihad Khemisset                   | w/o  | Wallidan Football Club            | -----      | -----      |
| ASO Chlef                           | 3–1  | Fello Star                        | 1–0        | 2–1        |
| DC Motema Pembe                     | 1–3  | AS Mangasport                     | 1–2        | 0–1        |
| Monomotapa United F.C.              | 3–2  | Miembeni                          | 2–0        | 1–2        |
| Young Africans                      | 14–1 | Etoile d'Or                       | 8–1        | 6–0        |
| Académie Ny Antsika                 | 0–6  | US Stade Tamponnaise              | -----1     | 0–6        |
| ZESCO United F.C.                   | 5–1  | Mathare United                    | 2–0        | 3–1        |
| Al-Merreikh                         | 2–1  | ATRACO FC                         | 2–1        | 0–0        |

1 gespeeld over een wedstrijd nadat de 1ste wedstrijd werd geannuleerd door de politieke onrust in Madagaskar

## Eerste ronde
- De heenduels werd gespeeld tussen 13 en 15 maart 2009
- De returns worden gespeeld tussen 3-5 april 2009

| Team 1                   | Tot.       | Team 2                     | 1e wedstr. | 2e wedstr. |
| ------------------------ | ---------- | -------------------------- | ---------- | ---------- |
| Primeiro de Agosto       | 1–1 (5–4p) | Canon Yaoundé              | 0–1        | 1–0 (n.v)  |
| AS Douanes               | 1–1(u)     | Kano Pillars               | 1–1        | 0–0        |
| Club Africain            | 2–2(u)     | Djoliba                    | 1–2        | 1–0        |
| Kampala City Council     | 3–2        | Supersport United          | 2–1        | 1–1        |
| Heartland                | 4–2        | FAR Rabat                  | 3–1        | 1–1        |
| TP Mazembe               | 5–1        | Atlético Petróleos Luanda  | 3–0        | 2–1        |
| ASEC Mimosas             | 3–0        | Etoile Filante Ouagadougou | 2–0        | 1–0        |
| JS Kabylie               | 1–3        | Al Ahly Tripoli            | 1–2        | 0–1        |
| Asante Kotoko            | 3–3(u)     | Ittihad Khemisset          | 3–1        | 0–2        |
| Étoile Sportive du Sahel | 2–1        | ASO Chlef                  | 2–1        | 0–0        |
| Cotonsport               | 5–3        | AS Mangasport              | 2–1        | 3–2        |
| Ajax Cape Town           | 4–4(u)     | Monomotapa United          | 3–2        | 1–2        |
| Al-Ahly                  | 4–0        | Young Africans             | 3–0        | 1–0        |
| Al-Hilal Omdurman        | 4–3        | US Stade Tamponnaise       | 3–1        | 1–2        |
| Africa Sports            | 0–2        | ZESCO United               | 0–0        | 0–2        |
| Al Ittihad Tripoli       | 1–4        | Al-Merreikh                | 1–1        | 0–3        |

## Tweede ronde
- De heenduels worden gespeeld op 17 , 18 en 19 april 2009
- De returns worden gespeeld op 1, 2 en 3 mei 2009

| Team 1               | Tot.    | Team 2                   | 1e wedstr. | 2e wedstr. |
| -------------------- | ------- | ------------------------ | ---------- | ---------- |
| Primeiro de Agosto   | 3-3 (u) | Al-Hilal Omdurman        | 3–1        | 0-2        |
| Kano Pillars         | (u)3–3  | Al-Ahly                  | 1–1        | 2–2        |
| Djoliba              | 1–2     | ZESCO United             | 0–0        | 1–2        |
| Kampala City Council | 1–2     | Al-Merreikh              | 0–1        | 1–1        |
| Heartland            | 3–2     | Cotonsport               | 2–1        | 1–1        |
| TP Mazembe           | 1–0     | Ittihad Khemisset        | 1–0        | 0–0        |
| ASEC Mimosas         | 1-2     | Monomotapa United        | 1–0        | 0-1        |
| Al Ahly Tripoli      | 0–2     | Étoile Sportive du Sahel | 0–0        | 0–2        |

- Opmerking: verliezers naar CAF Confederation Cup 2009

## Groepsfase

### Groep A
| Team         | Pld | W | D | L | GF | GA | GD | Pts |
| ------------ | --- | - | - | - | -- | -- | -- | --- |
| Kano Pillars | 6   | 3 | 2 | 1 | 10 | 8  | +2 | 11  |
| Al-Hilal     | 6   | 3 | 1 | 2 | 7  | 5  | +2 | 10  |
| ZESCO United | 6   | 2 | 2 | 2 | 8  | 7  | +1 | 8   |
| Al-Merreikh  | 6   | 0 | 3 | 3 | 5  | 10 | −5 | 3   |

|              | ALH | ALM | KAN | ZES |
| ------------ | --- | --- | --- | --- |
| Al-Hilal     | –   | 3–1 | 2–0 | 1–0 |
| Al-Merreikh  | 0–0 | –   | 1–1 | 2–3 |
| Kano Pillars | 2–1 | 3–1 | –   | 3–2 |
| ZESCO United | 2–0 | 0–0 | 1–1 | –   |

### Groep B
| Team              | Pld | W | D | L | GF | GA | GD | Pts |
| ----------------- | --- | - | - | - | -- | -- | -- | --- |
| TP Mazembe        | 6   | 4 | 0 | 2 | 11 | 4  | +7 | 12  |
| Heartland         | 6   | 3 | 1 | 2 | 9  | 5  | +4 | 10  |
| Étoile du Sahel   | 6   | 2 | 1 | 3 | 5  | 7  | −2 | 7   |
| Monomotapa United | 6   | 2 | 0 | 4 | 5  | 14 | −9 | 6   |

|                   | ETO | HEA | MON | TPM |
| ----------------- | --- | --- | --- | --- |
| Étoile du Sahel   | –   | 0–0 | 2–0 | 2–1 |
| Heartland         | 3–0 | –   | 3–1 | 2–0 |
| Monomotapa United | 2–1 | 2–1 | –   | 0–2 |
| TP Mazembe        | 1–0 | 2–0 | 5–0 | –   |

## Halve finale
| Team 1    | Tot.  | Team 2       | 1e wedstr. | 2e wedstr. |
| --------- | ----- | ------------ | ---------- | ---------- |
| Heartland | 5 - 0 | Kano Pillars | 4–0        | 0-1        |
| Al-Hilal  | 4-5   | TP Mazembe   | 2–5        | 2-0        |

|                       |                                        |        |              |                                                               |
| 4 oktober 16:00 UTC+1 | Heartland                              | 4 – 0  | Kano Pillars | Dan Anyiam Stadium, Owerri Scheidsrechter: Essam Abd El Fatah |
| 4 oktober 16:00 UTC+1 | Emeka Nwanna 10' 34' Uche Agba 18' 45' | Report |              | Dan Anyiam Stadium, Owerri Scheidsrechter: Essam Abd El Fatah |

|                             |              |        |               |                                                           |
| 10 oktober 2009 16:00 UTC+1 | Kano Pillars | 0 – 1  | Heartland     | Sani Abacha Stadium, Kano Scheidsrechter: Haimoudi Djamel |
| 10 oktober 2009 16:00 UTC+1 |              | Report | Uche Agba 89' | Sani Abacha Stadium, Kano Scheidsrechter: Haimoudi Djamel |

De voetbalbond van Nigeria vroeg of de wedstrijd kon worden vervroegd van 17 oktober door de voorbereidingen op het Wereldkampioenschap voetbal onder 17 - 2009
|                       |                                   |       |                                                                      |                                                            |
| 4 oktober 20:30 UTC+3 | Al-Hilal                          | 2 – 5 | TP Mazembe                                                           | Al Hilal Stadium, Omdurman Scheidsrechter: Koman Coulibaly |
| 4 oktober 20:30 UTC+3 | Demba Barry 2' Haycim Mustapho 8' |       | Basisila Lusadisu 6' 89' Kabangu Mulota 13' 72' Dioko Kaliyutuka 62' | Al Hilal Stadium, Omdurman Scheidsrechter: Koman Coulibaly |

|                        |            |     |          |                                           |
| 18 oktober 14:45 UTC+2 | TP Mazembe | 0-2 | Al-Hilal | Stade Municipal de Lubumbashi, Lubumbashi |
| 18 oktober 14:45 UTC+2 |            |     |          | Stade Municipal de Lubumbashi, Lubumbashi |

| Team 1    | Tot.   | Team 2     | 1e wedstr. | 2e wedstr. |
| --------- | ------ | ---------- | ---------- | ---------- |
| Heartland | 2–2(a) | TP Mazembe | 2–1        | 0–1        |

|                             |                               |        |                  |                                                                       |
| 1 november 2009 16:00 UTC+1 | Heartland                     | 2 – 1  | TP Mazembe       | Dan Anyiam Stadium, Owerri Scheidsrechter: Essam Abd El Fatah (Egypt) |
| 1 november 2009 16:00 UTC+1 | King Osanga 24' Uche Agba 80' | Report | Tresor Mputu 23' | Dan Anyiam Stadium, Owerri Scheidsrechter: Essam Abd El Fatah (Egypt) |

|                             |                               |        |           |                                                                                     |
| 7 november 2009 14:45 UTC+2 | TP Mazembe                    | 1 – 0  | Heartland | Stade Municipal de Lubumbashi, Lubumbashi Scheidsrechter: Mohamed Benouza (Algeria) |
| 7 november 2009 14:45 UTC+2 | Emmanuel Omodiagbe 73' (e.d.) | Report |           | Stade Municipal de Lubumbashi, Lubumbashi Scheidsrechter: Mohamed Benouza (Algeria) |

2-2 over twee wedstrijden TP Mazembe wint op basis van de Uitdoelpunten.